# Tuffi ai XX Giochi del Commonwealth - Piattaforma 10 metri sincro maschile
Il concorso dei tuffi dalla piattaforma 10 metri sincro maschile dei Giochi del Commonwealth di Glasgow 2014 si è svolto il 1º agosto 2014.
La competizione ha visto l'assegnazione della medaglia d'oro alla coppia australiana, formata da Matthew Mitcham e Domonic Bedggood, e quella d'argento alla coppia inglese formata da Tom Daley e James Denny. La medaglia di bronzo non è stata attribuita in quanto solo coppie si sono qualificate alla finale.

## Risultati
Risultati finali:
| Class | Nazione                                    | Tuffi | Tuffi | Tuffi | Tuffi | Tuffi | Tuffi | Totale |
| Class | Nazione                                    | 1     | 2     | 3     | 4     | 5     | 6     | Totale |
| ----- | ------------------------------------------ | ----- | ----- | ----- | ----- | ----- | ----- | ------ |
|       | Australia Matthew Mitcham Domonic Bedggood | 54.00 | 51.00 | 79.20 | 66.30 | 60.48 | 88.56 | 399.54 |
|       | Inghilterra Tom Daley James Denny          | 53.40 | 48.60 | 73.92 | 63.72 | 64.26 | 95.46 | 399.36 |
| 3     | Malaysia Ooi Tze Liang Chew Yiwei          | 52.20 | 52.80 | 68.40 | 83.52 | 60.39 | 70.08 | 387.39 |
| 4     | Canada Maxim Bouchard Vincent Riendeau     | 53.40 | 52.20 | 72.00 | 58.56 | 73.26 | 74.88 | 384.30 |